# 加思欄兵營

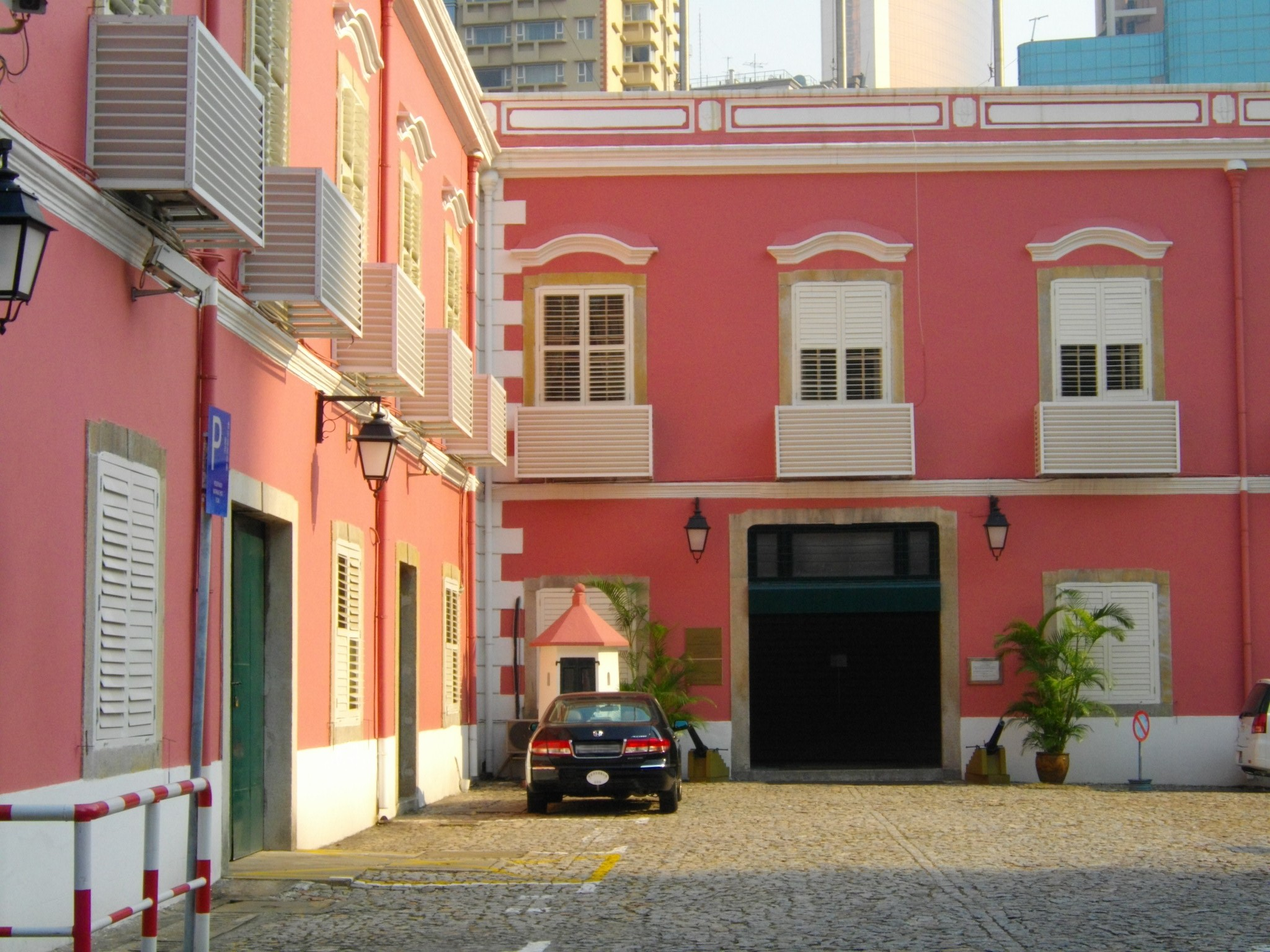
加思欄兵營，現為保安司辦公室及澳門保安部隊事務局

加思欄兵營（葡萄牙語：Quartel de São Francisco）（又作嘉思欄兵營），位於澳門南灣兵營斜巷，原為方濟各會在澳門的修道院，後拆改為兵營。現為保安司司長、保安部隊事務局及保安協調辦公室的辦公地點。

## 沿革
加思欄兵營原為16世紀由西班牙卡斯蒂利亞族修士（Frades Castelhanos）創辦的聖方濟各修院（Convento de S. Francisco，又稱「嘉思欄修院」）的原址，於1580年2月2日正式揭幕。於1622年，由於荷蘭攻打澳門，葡萄牙軍隊在修院外建立加思欄炮台以作抵抗。1861年，澳門總督基玛良士下令拆毀修院；為了做好戰鬥的前哨工作，他下令把修院改建為軍營，首支軍隊於1866年12月30日正式駐營。

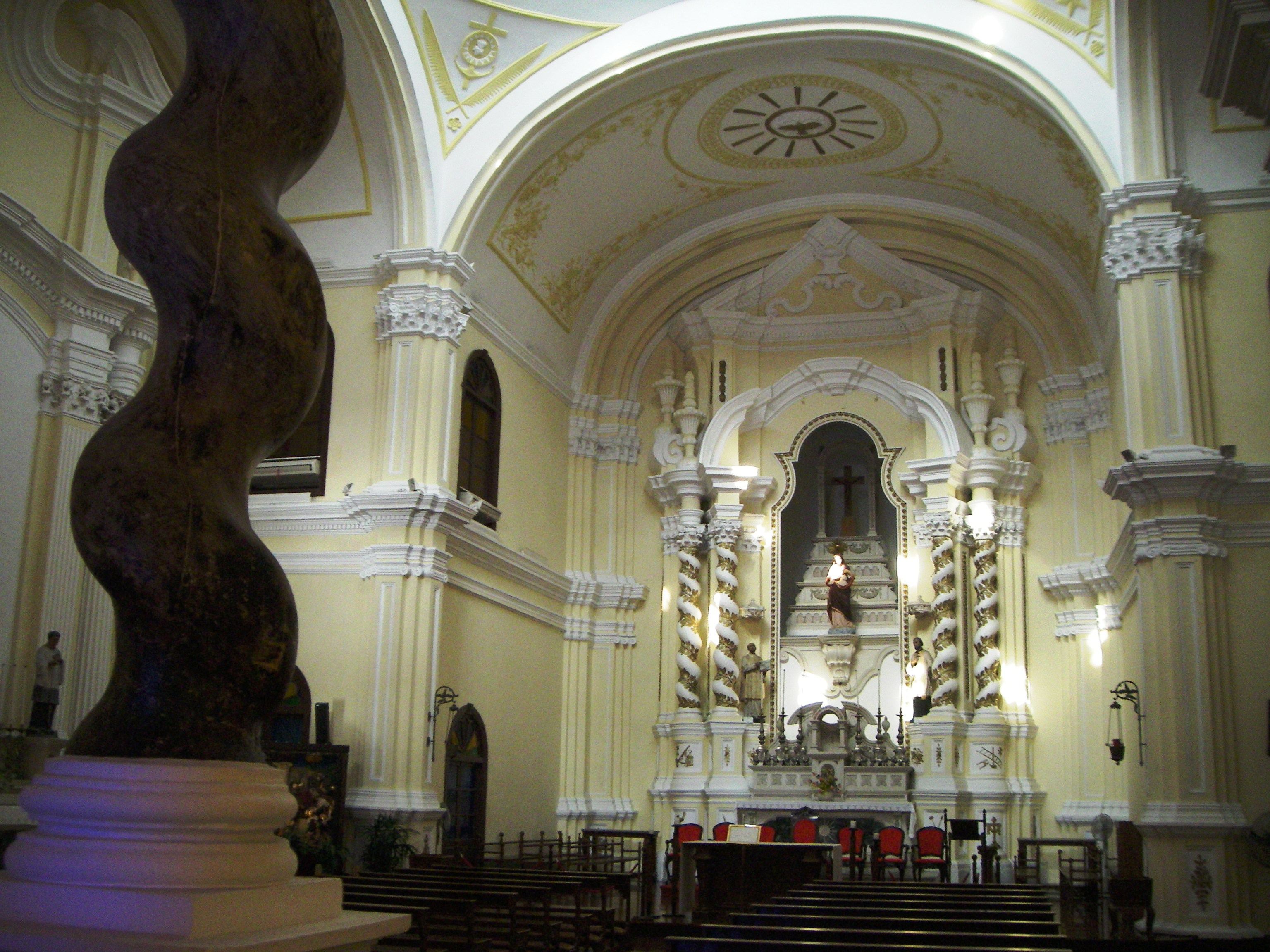
原修院唯一的遺物、四根支柱之一，右為聖若瑟修院正祭台

修院被拆卸後，原放在修院裏的家具陳設，包括畫像與祭袍在內，部份已被遷往主教座堂，而另一部份則被搬往玫瑰堂；耶穌受難像祭壇被遷往聖若瑟修院聖堂教堂內安放（現僅餘四支柱藏於該堂的唱經台下）。至於屬於天使聖母教友會的祭袍與物品則於1872年被遷往聖奧斯定堂內安放。
兵營在1937年重建。直至1974年康乃馨革命在葡萄牙爆發後，葡萄牙在澳門的軍隊於次年全部撤出，澳葡政府自立軍事化保安部隊，並將大樓改作為澳門保安部隊司令部辦公大樓。至今仍是澳門保安司司長、保安部隊事務局及保安協調辦公室的辦公大樓。
原修院的入口及花園，都以修院的聖名而命名；但時至今日，中國人仍稱這座古舊的宗教建築物為「加思欄」（Castelhanos）。